# Malayadi
Malayadi es una  ciudad censal situada en el distrito de Kanyakumari en el estado de Tamil Nadu (India). Su población es de 7812 habitantes (2011). Se encuentra a 32 km de Thiruvananthapuram y a 75 km de Tirunelveli. 

## Demografía
Según el censo de 2011 la población de Malayadi era de 7812 habitantes, de los cuales 3821 eran hombres y 3991 eran mujeres. Malayadi tiene una tasa media de alfabetización del 89,92%, superior a la media estatal del 80,09%: la alfabetización masculina es del 92,68%, y la alfabetización femenina del 87,31%.